# West Point (Nova York)
West Point és una concentració de població designada pel cens dels Estats Units a l'estat de Nova York. Segons el cens del 2000 tenia 7.138 habitants.

## Demografia
Segons el cens del 2000, West Point tenia 7.138 habitants, 996 habitatges, i 939 famílies. La densitat de població era de 113,3 habitants per km².
Dels 996 habitatges en un 75,1% hi vivien nens de menys de 18 anys, en un 87,8% hi vivien parelles casades, en un 4,8% dones solteres, i en un 5,7% no eren unitats familiars. En el 5,4% dels habitatges hi vivien persones soles el 5,4% de les quals corresponia a persones de 65 anys o més que vivien soles. El nombre mitjà de persones vivint en cada habitatge era de 3,53 i el nombre mitjà de persones que vivien en cada família era de 3,66.
Per edats la població es repartia de la següent manera: un 21,9% tenia menys de 18 anys, un 51,2% entre 18 i 24, un 23% entre 25 i 44, un 3,8% de 45 a 60 i un 0,1% 65 anys o més.
L'edat mediana era de 21 anys. Per cada 100 dones de 18 o més anys hi havia 259,7 homes.
La renda mediana per habitatge era de 56.516 $ i la renda mediana per família de 56.364 $. Els homes tenien una renda mediana de 7.302 $ mentre que les dones 10.741 $. La renda per capita de la població era de 13.158 $. Entorn del 2% de les famílies i el 2% de la població estaven per davall del llindar de pobresa.

## Poblacions més properes
El següent diagrama mostra les poblacions més properes.